# وسمکن
وسمَکَن (پارسی میانه: Wsemakan؛ به معنای «برجسته») یکی از مناصب نظامی ایران در زمان ساسانیان بود. به گفتهٔ پاوستوس بوزاند حداقل دو شخص به نام‌های اپکن و دماوند دارندهٔ این جایگاه بودند. به نظر می‌رسد وسمکن‌ها دارای مقام مذهبی نیز بوده‌اند.